# 瑞士国家和区域重要文化财产名录

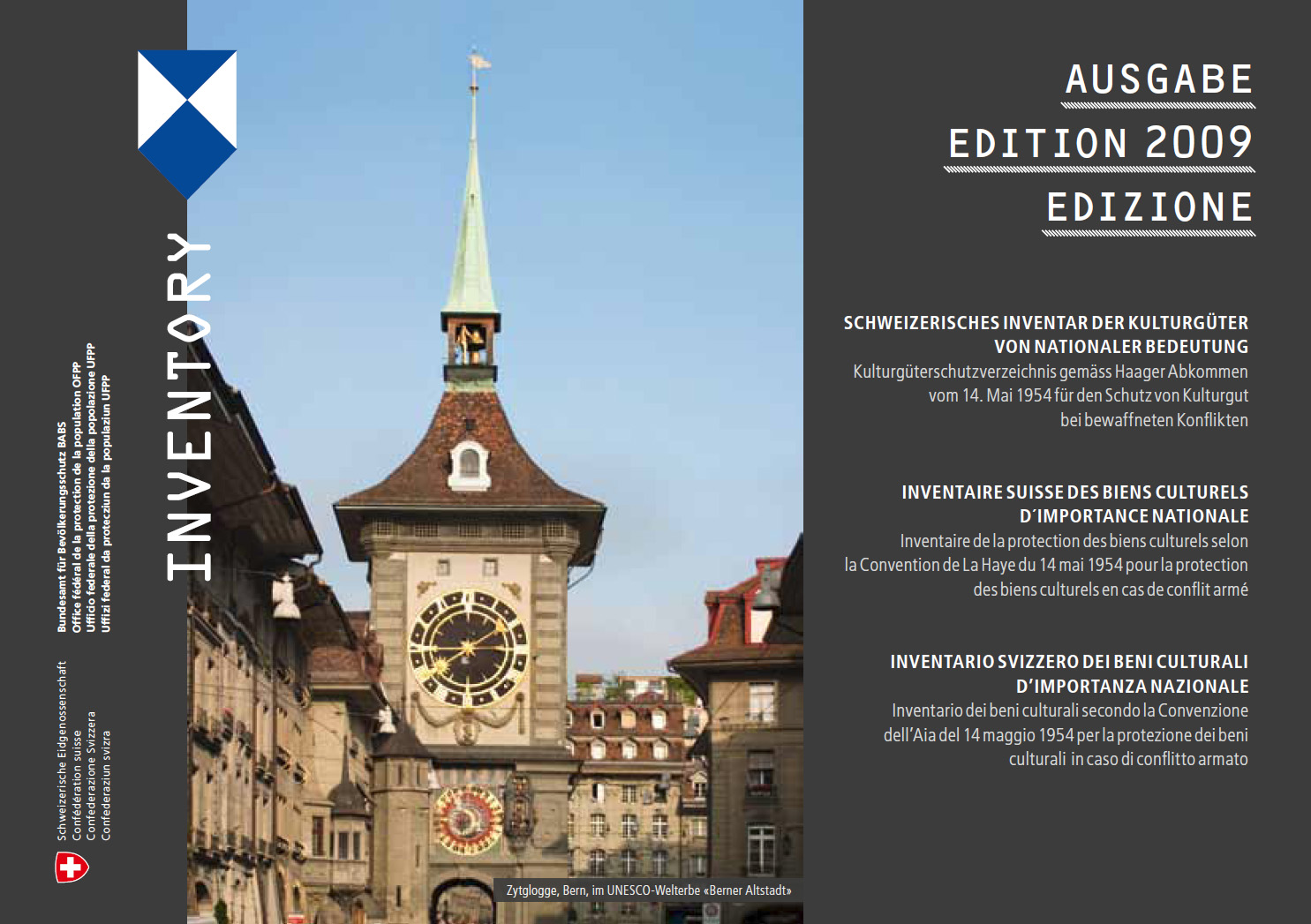
2009年版名录封面，以伯尔尼钟楼为背景

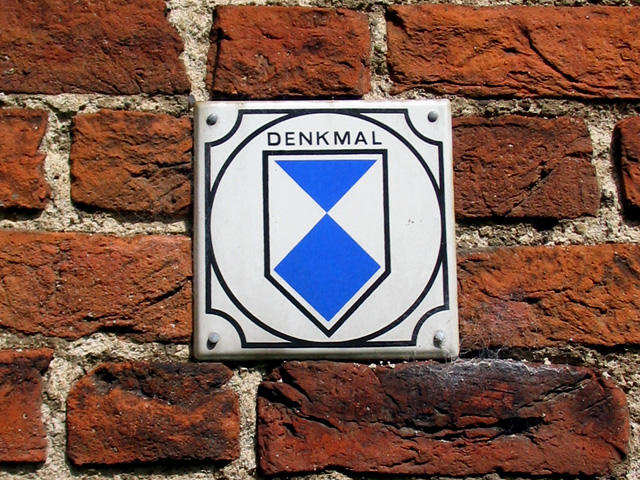
文化财产标识

瑞士国家和区域重要文化财产名录（德語：Schweizerisches Inventar der Kulturgüter von nationaler und regionaler Bedeutung）是瑞士联邦公布的一个收录国内文化遗产的名单，共计8300余项。

## 历史
1954年5月14日，各国在荷兰海牙签订了《关于武装冲突情况下保护文化财产的海牙公约》，以保护受到武装冲突威胁的文化遗产。瑞士作为87个签约国之一，有建立国家文化财产名录的责任。据此，瑞士联邦政府于1988年公布了名录的第一个版本，并在1995年和2008年各做过一次修正，整个项目由瑞士联邦民事保护局负责。

## 内容
根据《海牙公约》，文化财产名录应该包括“对每一民族文化遗产具有重大意义的可移动或不可移动的财产，例如建筑、艺术或历史纪念物而不论其为宗教的或非宗教；考古遗址；作为整体具有历史艺术价值的建筑群；艺术作品；具有艺术、历史或考古价值的手稿、书籍及其它物品；以及科学收藏品和书籍或档案的重要藏品或者上述财产的复制品”，还包括为保存上述可移动文化财产的建筑，例如博物馆、大型图书馆和档案库以及拟于武装冲突情况下保存上述可移动文化财产的保藏处。
在瑞士联邦政府公布的名录中收录的文化财产分为A、B两类，A类财产具有国家级的重要程度，共约1800项，B类的重要程度则是区域性的。一些重要性更低的文化财产未列入名录，但各州政府也可以进行保护。名录中项目的由各州和民事保护局的一个专门委员会共同确定，选取具有史前和历史价值、美学和艺术价值以及民间文化和社会价值的财产，一些稀有物品也纳入其中。